# Diócesis de Carolina
La diócesis de Carolina (en latín: Dioecesis Carolinensis in Brasilia y en portugués: Diocese de Carolina) es una circunscripción eclesiástica de la Iglesia católica en Brasil. Se trata de una diócesis latina, sufragánea de la arquidiócesis de São Luís do Maranhão. Desde el 19 de septiembre de 2018 su obispo es Francisco Lima Soares.

## Territorio y organización
La diócesis tiene 17 514 km² y extiende su jurisdicción sobre los fieles católicos de rito latino residentes la parte sudoccidental del estado de Maranhão.
La sede de la diócesis se encuentra en la ciudad de Carolina, en donde se halla la Catedral de San Pedro de Alcántara.
En 2021 en la diócesis existían 12 parroquias. 

## Historia
La prelatura territorial de Carolina fue erigida el 14 de enero de 1958 con la bula Qui aeque del papa Pío XII, derivando su territorio de la prelatura territorial de São José do Grajaú (hoy diócesis de Grajaú ).
El 16 de octubre de 1979 la prelatura territorial fue elevada a diócesis con la bula Cum praelaturae del papa Juan Pablo II.
El 27 de junio de 1987 cedió porciones de su territorio para la erección de la diócesis de Imperatriz mediante la bula Quae maiori Christifidelium del papa Juan Pablo II.

## Estadísticas
Según el Anuario Pontificio 2022 la diócesis tenía a fines de 2021 un total de 154 900 fieles bautizados.
| Año                                                                             | Población            | Población | Población      | Sacerdotes | Sacerdotes    | Sacerdotes    | Bautizados por sacerdote | Diáconos permanentes | Religiosos | Religiosos | Parroquias |
| Año                                                                             | Bautizados católicos | Total     | % de católicos | Total      | Clero secular | Clero regular | Bautizados por sacerdote | Diáconos permanentes | Varones    | Mujeres    | Parroquias |
| ------------------------------------------------------------------------------- | -------------------- | --------- | -------------- | ---------- | ------------- | ------------- | ------------------------ | -------------------- | ---------- | ---------- | ---------- |
| 1966                                                                            | 120 000              | 150 000   | 80.0           | 15         |               | 15            | 8000                     |                      | 15         | 25         | 6          |
| 1970                                                                            | 72 160               | 81 750    | 88.3           | 15         |               | 15            | 4810                     |                      | 15         | 14         | 7          |
| 1976                                                                            | 270 000              | 286 423   | 94.3           | 16         | 1             | 15            | 16 875                   |                      | 15         | 27         | 14         |
| 1980                                                                            | 235 000              | 251 000   | 93.6           | 16         | 4             | 12            | 14 687                   |                      | 12         | 28         | 16         |
| 1990                                                                            | 107 200              | 135 000   | 79.4           | 9          | 4             | 5             | 11 911                   |                      | 5          | 7          | 6          |
| 1999                                                                            | 120 980              | 150 000   | 80.7           | 9          | 7             | 2             | 13 442                   | 1                    | 2          | 9          | 7          |
| 2000                                                                            | 121 980              | 152 000   | 80.3           | 7          | 6             | 1             | 17 425                   | 1                    | 1          | 12         | 8          |
| 2001                                                                            | 115 000              | 148 000   | 77.7           | 8          | 7             | 1             | 14 375                   | 1                    | 1          | 12         | 8          |
| 2002                                                                            | 120 000              | 148 000   | 81.1           | 9          | 8             | 1             | 13 333                   | 1                    | 1          | 12         | 8          |
| 2003                                                                            | 116 000              | 145 000   | 80.0           | 9          | 8             | 1             | 12 888                   |                      | 1          | 12         | 8          |
| 2004                                                                            | 121 000              | 150 000   | 80.7           | 9          | 8             | 1             | 13 444                   |                      | 1          | 11         | 8          |
| 2006                                                                            | 136 000              | 156 000   | 87.2           | 11         | 10            | 1             | 12 363                   |                      | 1          | 9          | 9          |
| 2013                                                                            | 154 200              | 171 400   | 90.0           | 15         | 13            | 2             | 10 280                   |                      | 2          | 8          | 11         |
| 2016                                                                            | 158 100              | 175 800   | 89.9           | 12         | 12            |               | 13 175                   |                      |            | 2          | 11         |
| 2019                                                                            | 162 037              | 183 000   | 88.5           | 15         | 14            | 1             | 10 802                   |                      | 2          | 6          | 12         |
| 2021                                                                            | 154 900              | 197 300   | 78.5           | 14         | 14            |               | 11 064                   |                      | 5          | 2          | 12         |
| Fuente: Catholic-Hierarchy, que a su vez toma los datos del Anuario Pontificio. |                      |           |                |            |               |               |                          |                      |            |            |            |

## Episcopologio
- Cesario Alessandro Minali, O.F.M.Cap. † (9 de abril de 1958-13 de junio de 1969 falleció)
  - Sede vacante (1969-1971)
- Marcelino Sérgio Bicego, O.F.M.Cap. † (6 de agosto de 1971-22 de enero de 1980 falleció)
- Evangelista Alcimar Caldas Magalhães, O.F.M.Cap. † (3 de septiembre de 1981-12 de septiembre de 1990 nombrado prelado de Alto Solimões)
- Marzocelino Correr, O.F.M.Cap. † (13 de marzo de 1991-15 de octubre de 2003 renunció)
- José Soares Filho, O.F.M.Cap. (15 de octubre de 2003 por sucesión-5 de julio de 2017 renunció)
- Francisco Lima Soares, desde el 19 de septiembre de 2018